# Sharon Jordan
Sharon Jordan (Fontana (Californië), 11 maart 1960) is een Amerikaanse actrice. Een van haar bekendste rollen is die van Irene de conciërge in The Suite Life of Zack & Cody, een komedie op Disney Channel.